# Natú
Natú (Peagaxinan).- Pleme američkih Indijanaca s rijeke río Ipanema, pritoci río São Francisco u brazilskim državama Pernambuco, Alagoas i Sergipe. Kasnije ih nalazimo u Pôrto Real do Colégio (Alagoas) gdje se još govori njihov jezik natú ili peagaxinan. Natú po jednoj klasifikaciji jezično čine samostalnu porodicu, po drugoj srodnici su Indijancima Xokó, Xucuru-Kariri i Cariri-Xocó. Po izvještajima etno-botaničara prakticirali su jurema-kult, što je bilo karakteristično i za susjedna plemena tog područja. 

## Vanjske poveznice
- Jurema : da festa à guerra, de ontem e de hoje  Arhivirana inačica izvorne stranice od 31. siječnja 2013. (Wayback Machine)